# Bart a deux mamans
Bart a deux mamans (France) ou Voyage au fond des mères (Québec) (Bart Has Two Mommies) est le 14e épisode de la saison 17 de la série télévisée d'animation Les Simpson.

## Synopsis
Les Simpson se rendent à une fête foraine organisée par l'église de Springfield. Ned Flanders gagne la course de canards en plastique et un ordinateur. N'en voyant pas l'utilité, il l'offre à Marge Simpson qui, en échange, accepte de garder Rod et Todd pendant que Ned Flanders se rend au congrès des gauchers. Marge est ravie de la soirée qu'elle passe et décide de les garder plus souvent. En l'absence de Marge, Bart Simpson, Lisa Simpson et Homer Simpson se rendent au pensionnat des vieux animaux du show-biz. Mais Bart Simpson est enlevé par une guenon qui se prend d'affection pour lui…